# 新都街道 (成都市)
新都街道，是中华人民共和国四川省成都市新都区下辖的一个乡镇级行政单位。2019年12月，撤销泰兴镇，将其所属行政区域划归新都街道管辖，新都街道办事处驻育英路838号。

## 行政区划
新都街道下辖以下地区：
紫瑞街社区、东环路社区、东街社区、南街社区、西街社区、北街社区、新中路社区、新军街社区、正因社区、沱江社区、五四社区、马超社区、肖林社区、板桥社区、龙虎场社区、正兴社区、静安社区、君跃社区、山王村、福元村、甘露村、城守村、茶店村、毗桥村、慈义村、慈板村、同仁村、高桥村、红星村、黄河村、泗义村、崇义村、桂林村、万和村、永兴村、桂溪村、寂光村、桥楼村、龙虎村、庆元村、朱王村、白店村、礼拜村、褚家村和店南村。